# Biman-Bangladesh-Airlines-Flug 060
Biman-Bangladesh-Airlines-Flug 060 ist eine mit einer De Havilland DHC-8 durchgeführte Flugverbindung der Biman Bangladesh Airlines zwischen dem Flughafen Dhaka, Bangladesch, und dem Rangun International Airport in Myanmar, die am 8. Mai 2019 bei der Landung in Rangun verunglückte. Bei der Landung setzte die Maschine auf der Landebahn auf, kam danach jedoch nach links ab und zerbrach in drei Teile, alle 33 Insassen (zwei Piloten, zwei Flugbegleiter und 29 Passagiere) konnten das Flugzeug mit leichten Verletzungen verlassen, 19 Passagiere wurden in umliegende Krankenhäuser gebracht.
Zum Zeitpunkt der Landung zog ein Gewitter über den Flughafen, die Sicht lag bei 3000–4000 m im Regen, der Wind kam aus wechselnden Richtungen mit einer Geschwindigkeit von 18 bis 36 km/h, die Temperatur lag bei 30 °C.